# Controversia sobre la donación de sangre de hombres que tienen sexo con hombres
La controversia sobre la donación de sangre de hombres que tienen sexo con hombres es la disputa sobre las prohibiciones de las donaciones de sangre o de tejido para trasplantes de órganos de parte de hombres que tienen sexo con hombres (HSH), una categoría de hombres que mantienen (o han mantenido en el pasado) relaciones sexuales con otros hombres, sin tener en cuenta si se identifican como bisexuales, gais o de otra manera. A las restricciones a los donantes se les llama a veces "postergaciones", dado que los donantes de sangre que fueron rechazados podrían no serlo en otra ocasión. Sin embargo, muchas postergaciones son indefinidas, lo que significa que la donación podría no ser aceptada nunca, lo cual supone una prohibición de facto. Las restricciones varían de un país a otro, y en algunos de ellos no se tienen en cuenta prácticas como el sexo con protección o los períodos de abstinencia. Las restricciones no afectan solo a estos hombres, también en algunos casos a cualquier mujer que haya sido pareja sexual. Por lo demás, no afectan a mujeres, ni siquiera a las mujeres que tienen sexo con mujeres. Anteriormente, la agencia estadounidense Administración de Alimentos y Medicamentos (FDA) sostenía que la ventana de postergación sea de un año desde la última vez que un hombre haya tenido relaciones sexuales con otro hombre. Sostenía que esta decisión era "respaldada por la mejor evidencia científica que hay disponible". Pero en Agosto del 2020, las recomendaciones de la ventana de tiempo de postergación fueron cambiadas en La Guía para la Industria, de un año, a 3 meses de la siguiente manera: "Para donantes masculinos: antecedentes en los últimos 3 meses de relaciones sexuales con otro hombre. Para donantes mujeres: un historial en los últimos 3 meses de sexo con un hombre que ha tenido relaciones sexuales con otro hombre en los últimos 3 meses."
Muchas organizaciones LGBT consideran que las restricciones sobre la donación están basadas en homofobia y no en un problema médico legítimo, ya que las donaciones se someten a pruebas rigurosas para excluir a los donantes que estén infectados con virus conocidos como VIH, VPH, hepatitis B y hepatitis C. También afirman que las postergaciones se basan en estereotipos. Los que proponen una restricción de por vida la defienden debido al riesgo de que el análisis produzca un falso negativo y debido a que la población HSH de países desarrollados suele tener una mayor prevalencia de infección de HIV/AIDS. El comité de asesoramiento del gobierno británico, SABTO, afirmó en 2013 que "si se le permitiese a los HSH donar sangre, el riesgo de transfusión de sangre infectada de VIH aumentaría". Sin embargo, en julio del 2017, el gobierno británico redujo la ventana de postergación de un año a tres meses, lo cual entraría en vigor meses después, como resultado de las conclusiones actualizadas de SABTO de que "los nuevos sistemas de análisis eran precisos y los donantes eran buenos en el cumplimiento de las normas". Además, la organización inglesa NHS Blood and Transplant está investigando la posibilidad de que los HSH, dependiendo del nivel de riesgo, puedan donar incluso sin la postergación de tres meses.
Los partidarios de cambiar las prohibiciones a los HSH señalan que la selección de donantes debería centrarse tanto en el comportamiento sexual como en las prácticas de sexo seguro ya que muchos HSH pueden tener siempre sexo con protección, ser monógamos o estar en otras categorías de bajo riesgo. Algunos grupos que están a favor de eliminar las restricciones respaldan un periodo de espera antes de la donación de sangre, cuando se considera que el donante ha tenido un comportamiento considerado de alto riesgo; y antes de ser usada, para que se adapte a la ventana de los métodos de análisis del banco de sangre. A pesar de que el VIH se detecta de forma fiable después de entre 10 y 14 días con análisis de ARN, hay métodos de análisis más antiguos que solo proporcionan una precisión de hasta el 98% de casos positivos después de tres meses.
Existe una gran cantidad de miedo residual a la contaminación de hemoderivados como consecuencia de los escándalos de sangre contaminada, los cuales han causado miles de muertes debido al VIH y a la hepatitis C en pacientes que requieren trasfusiones de sangre.[cita requerida] La sangre contaminada pone a los hemofílicos en un riesgo enorme de mortalidad elevada, aumentando el riesgo de procedimientos quirúrgicos comunes. Entre la gente que ha contraído VIH a partir de una trasfusión de sangre contaminada está Isaac Asimov, que recibió una trasfusión de sangre tras una cirugía cardíaca.

## VIH/sida
En muchos países desarrollados, el VIH es más prevalente entre hombres que tienen sexo con hombres (HSH) que entre la población general.
En Estados Unidos en 2005, los HSH, los afroestadounidenses, y las personas que participan en comportamientos heterosexuales de alto riesgo representan el 49%, el 49%, y el 32% de los nuevos diagnósticos de VIH, respectivamente. En 2009, los afroestadounidenses representaron el 47.9% de los nuevos diagnósticos de VIH registrados ese año en este país, a pesar de que solo representan aproximadamente el 12% de la población.

## Situación actual

### Lista de las posturas de distintos países sobre los donantes de sangre HSH

Política de donación de sangre para hombres que tienen sexo con hombres
Los hombres que tienen sexo con hombres pueden donar sangre; Sin postergación
Los hombres que tienen sexo con hombres pueden donar sangre; Sin postergación excepto para transfusiones de sangre^{1}
Los hombres que tienen sexo con hombres pueden donar sangre; Postergación temporal^{1}
Los hombres que tienen sexo con hombres no pueden donar sangre; Exclusión permanente^{1}
Sin información
^{1}Sin restricciones en Israel, Bélgica ni en los Estados Unidos si la última actividad HSH fue antes de 1977.

Política de donación de sangre para mujeres que hayan sido parejas sexuales de hombres que tienen sexo con hombres
Las mujeres que han sido parejas sexuales de hombres que tienen sexo con hombres pueden donar sangre; Sin postergación
Las mujeres que han sido parejas sexuales de hombres que tienen sexo con hombres pueden donar sangre; Postergación temporal
Las mujeres que han sido parejas sexuales de hombres que tienen sexo con hombres no pueden donar sangre; Exclusión permanente
Sin información

Esta lista muestra países que tienen restricciones sobre los donantes de sangre.  La mayor parte de estándares nacionales requieren preguntar de forma directa sobre la historia sexual de los hombres, pero la duración de las postergaciones varía de un país a otro.
| País                                      | Postergación para los HSH | Postergación para mujeres que han sido parejas sexuales de HSH | Ref(s) |        |
| ----------------------------------------- | ------------------------- | -------------------------------------------------------------- | --- | ------ |
| Albania                                   | Sin postergación          | Sin postergación                                               | |        |
| Alemania                                  | De un año                 |                                                                | [ 13 ] |        |
| Argelia                                   | Exclusión indefinida      |                                                                | [cita requerida] |        |
| Argentina                                 | Sin postergación          | Sin postergación                                               | [ 14 ] [ 15 ] [ 16 ] [ 17 ] |        |
| Australia                                 | 3 meses                   | 3 meses                                                        | [ 18 ] |        |
| Austria                                   | Sin postergación          | Sin postergación                                               | | [ 19 ] |
| Bélgica                                   | 4 meses                   | Sin postergación                                               | [ 20 ] |        |
| Bolivia                                   | Sin postergación          |                                                                | [ 21 ] |        |
| Brasil                                    | Sin postergación          | Sin postergación                                               | [ 22 ] |        |
| Bulgaria                                  | Sin postergación          |                                                                | [cita requerida] |        |
| Bután                                     | Sin postergación          | Sin postergación                                               | [ 23 ] |        |
| Canadá                                    | Sin postergación          | Sin postergación                                               | [ 24 ] [ 25 ] |        |
| Chile                                     | Sin postergación          | Sin postergación                                               | [ 26 ] [ 27 ] [ 28 ] [ 29 ] [ 30 ] |        |
| China                                     | Exclusión indefinida      |                                                                | [ 31 ] |        |
| Colombia                                  | Sin postergación          | Sin postergación                                               | [ 32 ] |        |
| Corea del Sur                             | Sin postergación          | Sin postergación                                               | Corea del Sur prohíbe donar sangre a las personas que han tenido relaciones sexuales "con ciertos individuos de alto riesgo" en el último año. Estas reglas se aplican por igual a todas las personas, independientemente de su orientación sexual o identidad de género. |        |
| Costa Rica                                | Sin postergación          |                                                                | [ 34 ] |        |
| Croacia                                   | Exclusión indefinida      |                                                                | [ 35 ] |        |
| República Checa                           | De un año                 | De un año                                                      | [ 36 ] |        |
| Dinamarca                                 | 4 meses                   | 4 meses                                                        | Dinamarca permie a los gais donar sangre tras un periodo de postergación de 4 meses desde 2019. |        |
| Eslovaquia                                | De un año                 |                                                                | [ 40 ] |        |
| Eslovenia                                 | Sin postergación          | Sin postergación                                               | | [ 41 ] |
| España                                    | Sin postergación          | Sin postergación                                               | [ 11 ] |        |
| Estados Unidos                            | Sin postergación          | Sin postergación                                               | [ 42 ] |        |
| Estonia                                   | Sin postergación          |                                                                | [ 43 ] |        |
| Filipinas                                 | Exclusión indefinida      |                                                                | [cita requerida] |        |
| Finlandia                                 | Sin postergación          | Sin postergación                                               | [ 44 ] |        |
| Francia                                   | Sin postergación          |                                                                | [ 45 ] |        |
| Grecia                                    | Sin postergación          |                                                                | [cita requerida] |        |
| Hong Kong                                 | 4 meses                   |                                                                | [ 46 ] [ 47 ] |        |
| Hungría                                   | Sin postergación          |                                                                | [ 11 ] |        |
| Irlanda                                   | Sin postergación          |                                                                | [ 48 ] [ 49 ] [ 50 ] [ 51 ] |        |
| Irlanda del Norte                         | Sin postergación          | Sin postergación                                               | [ 52 ] [ 53 ] |        |
| Islandia                                  | Exclusión indefinida      |                                                                | |        |
| Israel                                    | Sin postergación          | Sin postergación                                               | [ 54 ] |        |
| Italia                                    | Sin postergación          | Sin postergación                                               | [ 11 ] [ 55 ] |        |
| Japón                                     | 6 meses                   |                                                                | [ 56 ] |        |
| Letonia                                   | Sin postergación          | Sin postergación                                               | [ 58 ] |        |
| Líbano                                    | Exclusión indefinida      |                                                                | [ 59 ] |        |
| Lituania                                  | Sin postergación          |                                                                | [ 60 ] |        |
| Malasia                                   | Exclusión indefinida      | Exclusión indefinida                                           | [ 61 ] |        |
| Malta                                     | Sin postergación          |                                                                | Malta les permitirá a los gais donar tras un periodo de postergación de 6 meses en 2019. |        |
| México                                    | Sin postergación          | Sin postergación                                               | [ 64 ] |        |
| Noruega                                   | 6 meses                   | 6 meses                                                        | [ 65 ] |        |
| Nueva Zelanda                             | 3 meses                   | 3 meses                                                        | [ 66 ] |        |
| Países Bajos                              | Sin postergación          | Sin postergación                                               | [ 67 ] [ 68 ] |        |
| Perú                                      | Sin postergación          | Sin postergación                                               | [ 69 ] [ 70 ] [ 71 ] [ 72 ] [ 73 ] |        |
| Polonia                                   | Sin postergación          | Sin postergación                                               | [ 11 ] [ 74 ] [ 75 ] [ 76 ] |        |
| Portugal                                  | Sin postergación          | Sin postergación                                               | [ 77 ] [ 78 ] |        |
| Reino Unido (excluida Irelanda del Norte) | Sin postergación          | Sin postergación                                               | [ 80 ] [ 81 ] [ 82 ] |        |
| Rusia                                     | Sin postergación          | Sin postergación                                               | [ 83 ] [ 84 ] |        |
| San Marino                                | Sin postergación          | Sin postergación                                               | |        |
| Serbia                                    | 6 meses                   |                                                                | [cita requerida] |        |
| Singapur                                  | Exclusión indefinida      |                                                                | [ 85 ] |        |
| Sudáfrica                                 | Sin postergación          | Sin postergación                                               | [ 86 ] |        |
| Suecia                                    | 6 meses                   | 6 meses                                                        | [ 87 ] [ 88 ] |        |
| Suiza                                     | Sin postergación          |                                                                | [ 89 ] |        |
| Tailandia                                 | Exclusión indefinida      | Exclusión indefinida                                           | [ 90 ] [ 91 ] |        |
| Taiwán                                    | Exclusión indefinida      | Exclusión indefinidia                                          | Desde mayo de 2018, Taiwán permite a los gais donar sangre de forma legal, debido a una nueva normativa de donación de sangre, pero solo tras un periodo de postergación de 5 años.                                                                                       |        |
| Trinidad y Tobago                         | 3 meses                   | Sin postergación                                               | [ 93 ] |        |
| Turquía                                   | Exclusión indefinida      |                                                                | [cita requerida] |        |
| Ucrania                                   | Sin postergación          |                                                                | [ 94 ] |        |
| Uruguay                                   | Sin postergación          | Sin postergación                                               | [ 95 ] |        |
| Venezuela                                 | Exclusión indefinida      | Sin postergación                                               | [cita requerida] |        |

1. 1 2 3 4  Se invita a donar sangre a cualquier persona de cualquier orientación sexual que haya realizado cualquier tipo de actividad sexual, si confían en que su comportamiento sexual es seguro y no los expone a enfermedades de transmisión sexual como por ejemplo sexo sin protección con parejas que no sean de confianza, sin tener en cuenta la orientación sexual.[57]
2. ↑   
Se les pide a los individuos que cubran un cuestionario de "sí" o "no" sobre su vida sexual. En este cuestionario pueden aparecer preguntas directas del tipo "¿Alguna vez has mantenido relaciones sexuales con alguien de tu mismo sexo?". [cita requerida]

Una comparación de donaciones de sangre que fueron confirmadas como VIH positivas antes y después del cambio de política no detectó ninguna diferencia estadística significativa.
El Servicio Sanguíneo de la Cruz Roja Australiana presionó para bajar el período de postergación de 12 a 6 meses; sin embargo, el Therapeutic Goods Administration (TGA) lo rechazó. La Cruz Roja volverá a presentar su solicitud para reducir el período de postergación a 6 meses en 2018.

### Unión Europea
Italia, Letonia, Polonia, Rusia y España son los únicos países europeos que no tienen medidas de postergación hacia hombres que tienen sexo con hombres. Se permite la donación si el donante no ha tenido ninguna relación sexual de riesgo, pero no depende de la orientación sexual del donante.
El Reino Unido ha implementado, a partir de noviembre de 2017, una política de postergación de 3 meses en todos los gais o bisexuales que quieran donar sangre. Sin embargo, esta política no afecta a Irlanda del Norte, que todavía tiene un periodo de postergación de 12 meses. El Comité de Asesoramiento sobre la Seguridad de la Sangre, Tejidos y Órganos recomendó el cambio de política después de que un estudio concluyera que una restricción total podría violar la legislación sobre igualdad y que el riesgo de que el VIH alcance el suministro de sangre solo aumentaría aproximadamente un 2%.
En Irlanda, los hombres que tienen sexo con hombres (HSH) pueden donar sangre si no han participado en sexo oral o anal con otro hombre desde al menos 12 meses antes de la donación. Está política entró en vigor a partir del 16 de enero de 2017. El 27 de julio de 2015 Tomás Heneghan, un estudiante de 23 años de la Universidad de Limerick y periodista de Galway, inició un proceso judicial en el Tribunal Superior contra la exclusión permanente impuesta sobre los donantes HSH. Él alegó que el cuestionario y el modelo de entrevista que la IBTS usaba no evaluaban de forma adecuada el riesgo de transmisión de enfermedades de su donación. Afirmó que esto es una violación de la ley europea, y dijo que no tomaban en consideración el tiempo transcurrido entre la última experiencia sexual del donante y el fin del "periodo de ventana", durante el cual a veces las infecciones pueden no ser detectadas. La actividad sexual anterior de Heneghan no representa ningún riesgo de infección, según los consejos aprobados por la HSE, y él dijo que el servicio no tenía evidencia bajo la cual le pudiese imponer la prohibición de donar sangre de por vida de forma legítima. Tras varios aplazamientos del caso para permitir que el servicio sanguíneo y que el Ministerio de Sanidad examinasen y elaborasen políticas de donación, a finales de junio de 2016 el Irish Blood Transfusion Service recomendó que se reduzca la restricción sobre los HSH de por vida a una restricción de 12 meses. Esa misma semana, el Ministro de Sanidad Simon Harris se mostró de acuerdo con las recomendaciones y anunció que se llevaría a cabo esta reducción. Sin embargo, no se ha publicado el calendario de la implementación de las nuevas políticas.
El 26 de julio de 2016 Tomás Heneghan abandonó su impugación ante el Tribunal Superior contra el servicio, ya que se anunció el fin de la exclusión de por vida a los donantes de sangre HSH. Heneghan escribió luego sobre sus experiencias sobre la impugnación de la prohibición en varios medios de comunicación nacionales. El 2 de octubre de 2016 se anunció que el Ministro Harris iba a implementar la nueva política, la cual entraría en vigor a partir del 16 de enero de 2017, casi siete meses después del anuncio del cambio de política. El 16 de enero de 2017 Heneghan (ya con 25 años) fue a una clínica de donación de sangre en la calle D'Olier, en Dublín, y se convirtió en el primer hombre que ha tenido sexo con otro hombre que ha donado sangre de forma abierta en la República de Irlanda desde la introducción de la política de exclusión de por vida en la década de 1980. Aun así, también criticó la nueva política de postergación de 12 meses sobre los HSH y le pidió al Ministro de Sanidad de Irlanda que iniciase una evaluación a la IBTS y que reemplazase el periodo de postergación de 12 meses de los HSH por la supresión de las postergaciones o por una postergación de 3 meses sobre cualquier donante después de una relación sexual.
Existen políticas similares en el resto de la Unión Europea, ya que ésta es la interpretación predominante del artículo 2.1 de la Directiva 2004/33/CE de la Unión Europea sobre postergaciones de donantes. Sin embargo, esta política no es muy específica, y hace referencia a "contactos sexuales de alto riesgo."  El Reino Unido interpreta que la directiva incluye cualquier forma de sexo homosexual en el ámbito de aplicación de la directiva "Personas cuya conducta o actividad sexual supone alto riesgo de contraer enfermedades infecciosas graves que pueden ser trasmitidas por la sangre" del apartado 2.2.2 del anexo III, la cual requiere una postergación basada en el periodo de ventana de las enfermedades implicadas, y la fija en 12 meses, a pesar de que el anexo recomienda 6 meses en el caso de riesgo de exposición a la hepatitis B. Hélder Trindade, presidente del Instituto Português do Sangue e Transplantação (IPST), declaró en 2015 que los homosexuales que practiquen abstinencia sexual pueden donar sangre, pero que ser HSH se define como un factor de riesgo.
En Finlandia en enero de 2006, la defensora del pueblo parlamentaria abrió una investigación sobre posibilidad de que la exclusión de por vida fuese inconstitucional. En junio de 2008, se concluyó que esta prohibición no era ilegal en Finlandia ya que está basada en "información epidemiológica razonada de forma apropiada", y porque está relacionada con el comportamiento sexual y no con la orientación sexual. La defensora del pueblo añadió que también se excluyen a las personas que tengan más de 65 años y a las que vivían en Gran Bretaña durante la epidemia de encefalopatía espongiforme bovina (enfermedad de las vacas locas) durante los cuestionarios a los donantes de sangre. En diciembre del 2013, el servicio de donación de sangre de la Cruz Roja Finlandesa anunció que iba a suprimir la prohibición y a introducir en su lugar una postergación de un año.
Francia implementó un periodo de postergación de un año sobre todos los gais y bisexuales que donen sangre, que entró en vigor el 10 de julio de 2016.

### Nueva Zelanda
El Servicio Sanguíneo de Nueva Zelanda (NZBS) ha estado aplicando postergaciones por un periodo de cinco años a hombres que hayan tenido relaciones orales o anales, con o sin protección, con otros hombres desde el año 2009. Desde la formación del NZBS en el año 1998 hasta el 2009, el periodo de postergación era de diez años, pero fue reducido a cinco años después de que una revisión independiente de los criterios de donación de sangre en los años 2007-2008 no encontrase ninguna diferencia significativa entre el riesgo para el suministro de sangre para periodos de postergación de cinco años y periodos de diez años.
En 2014 el NZBS cambió el periodo de postergación de cinco años a un año por recomendación de Medsafe. Esta decisión se tomó en gran medida debido a los datos obtenidos recientemente de la transmisión de VIH en Australia, país que ya tenía una postergación de un año. La nueva postergación de un año lleva en vigor desde el 15 de diciembre de 2014.
El periodo de postergación de un año para los HSH es el mismo que el periodo de postergación para las personas que han ejercido la prostitución (o que han mantenido relaciones con una prostituta) fuera de Nueva Zelanda y que el de las personas que han vivido en un país que tenga una prevalencia de VIH elevada (del 1% o superior). Aquellas mujeres que han mantenido relaciones sexuales con un hombre que ha tenido sexo con otro hombre también tienen un periodo de postergación de doce meses.

### Estados Unidos
En los EE.UU., las pautas actuales de la Administración de Alimentos y Medicamentos de Estados Unidos (FDA) son aplicar una postergación a cualquier donante que sea hombre y que haya tenido sexo con otro hombre (HSH) durante el último año.
Las mujeres que han sido parejas sexuales de HSH tienen una postergación de un año desde su última exposición. Esta es la misma política que se usa para las parejas sexuales de personas en grupos de alto riesgo. El razonamiento detrás de la aplicación de estas políticas es que la sangre debe obtenerse de una población que tenga un riesgo bajo de contraer enfermedades, ya que los análisis no son perfectos y las bolsas infectadas podrían no ser desechadas de forma adecuada debido a errores humanos, por lo que se considera que estos grupos de población son un riesgo muy elevado. La FDA estableció esta política por primera vez en el año 1983, y regula las donaciones de sangre a organizaciones con y sin ánimo de lucro.
Los donantes de lo que la FDA llama "HCT/P", una categoría que incluye trasplantes (que no sean de órganos) y algunos tejidos reproductivos, en concreto donaciones anónimas de semen, no son aptos hasta cinco años después del contacto más reciente.  Las políticas de donación de órganos del UNOS requieren que se notifique al hospital que recibe el órgano si el donante fue un HSH en los últimos 5 años. A no ser que un análisis dé claramente un resultado positivo para una enfermedad, en general los órganos se utilizan. La FDA aprobó la postergación de un año el 21 de diciembre de 2015, sustituyendo la exclusión de por vida de las donaciones de los HSH.

#### Cronología de las peticiones para cambiar la política
- En el año 2006, la AABB, la Cruz Roja estadounidense y la America's Blood Centers respaldaron cambiar la política estadounidense que estaba en vigor de la exclusión de por vida de los HSH a una postergación de un año después del contacto más reciente.[125] Un modelo indicó que este cambio solo causaría un caso más de transmisión de VIH por transfusión cada 32'8 años. La AABB lleva sugiriendo hacer este cambio desde el año 1997. La FDA rechazó la propuesta y mostró dudas sobre los datos que se usaron para producir este modelo, alegando que no estaba justificado el riesgo adicional al que se someterían los pacientes.
- El 19 de agosto de 2009 el Comité Judicial de la Asamblea en California aprobó la resolución AJR13, la llamada Resolución sobre la No Discriminación de Donantes de Sangre de EE.UU., la cual insta a la FDA a poner fin a la prohibición de donar sangre de los HSH.[126]
- En abril de 2010, el Consejo Municipal de Nueva York aprobó una resolución en la que se pedía a la Administración de Alimentos y Medicamentos de EE.UU. (FDA) que eliminase la prohibición declarando que "Está basada en prejuicios, en una reacción visceral y en malentendidos sobre la enfermedad VIH/sida. Dada la necesidad constante de sangre, no tiene sentido prohibir las donaciones de una población entera."[127]
- El 1 de junio de 2010, el Concejo del Distrito de Columbia aprobó una resolución en la que le pedía a la FDA que "revierta la postergación indefinida de las donaciones de sangre a los hombres que han tenido sexo con hombres desde 1977, y que ponga en su lugar una política que proteja la seguridad y la integridad del suministro de sangre y que esté basada en criterios científicos modernos."[128]
- En junio de 2013, la Asociación Médica Estadounidense emitió una declaración en la que le pedía a la FDA que cambiase la política, afirmando que "La exclusión de por vida a las donaciones de sangre de hombres que tienen sexo con hombres es discriminatoria y no está basada en ciencia sólida."[129][130]
- En julio de 2013, la American Osteopathic Association aprobó una política en la que se le pedía a la FDA que "pusiese fin al periodo de postergación indefinido para los hombres que tienen sexo con hombres (HSH)", y que "modificase el criterio de exclusión de los HSH para que fuese consistente con las postergaciones de aquellas personas que se considera que tienen un riesgo de infección elevado."[131]
- El 14 de diciembre de 2015, Jordan Moll-Vigrass, el congresista Brian Higgins y el Pride Center of Western New York celebraron una manifestación comunitaria en Búfalo (Nueva York) para manifestarse en contra de la política de la Administración de Alimentos y Medicamentos, la cual prohíbe las donaciones de sangre de gais y bisexuales. Moll-Vigrass, que es abiertamente gay y lleva cuatro años en una relación estable, fue rechazado como donante de sangre tras revelar su orientación sexual en el cuestionario de selección. Indignado por la política federal y decepcionado por haber sido rechazado como donante de sangre, Moll-Vigrass empezó a abogar por el cambio.[132] "Esta política sin fundamento del gobierno hace daño a las personas que están siendo rechazadas solamente por sus orientaciones sexuales y a los millones de personas que necesitan una donación de sangre para salvar sus vidas", dijo Higgins.  "Ser apto para donar debería estar basado en el riesgo valorado por la ciencia, y no en especulación anticuada basada en el miedo."[133]
- El 21 de diciembre de 2015, la Administración de Alimentos y Medicamentos de EE.UU. modificó la política, sustituyendo la postergación indefinida por una postergación de un año.[130] Este cambio se propuso en julio de 2015.[134][135]
- El 27 de mayo de 2016, la Administración de Alimentos y Medicamentos de EE.UU. aprobó un nuevo cuestionario sobre el historial de los donantes de sangre de uso general en los centros de transfusión de sangre, el cual es compatible con la postergación de 12 meses.[136] Antes de esta actualización, los cuestionarios solo eran compatibles con la postergación indefinida de las donaciones de sangre de HSH.
- Desde diciembre de 2016, la Cruz Roja estadounidense indica que los HSH son aptos para donar sangre si no han tenido sexo con otro hombre en más de 12 meses. También informó en enero de 2017 que empezó a reintroducir a los donantes HSH que fueron excluidos de donar en el pasado, pero que ahora pueden donar según el nuevo periodo de postergación de donantes de 12 meses.[137] En la página web de la Cruz Roja estadounidense se especifica que esta postergación de 12 meses también se aplica a los hombres transgénero que tienen sexo con hombres, pero no a las mujeres transgénero que tengan sexo con hombres.[138]

## Razonamiento tras las restricciones
Los servicios sanguíneos deben asegurarse ante todo de que toda la sangre donada que han recibido sea segura para su uso en una transfusión. Esto se logra evaluando si los donantes potenciales tienen comportamientos de alto riesgo mediante cuestionarios y entrevistas antes de extraer la sangre y, posteriormente, analizando en un laboratorio las muestras de la sangre donada.
Los servicios sanguíneos se basan a menudo en la mayor prevalencia estadística del VIH y de la hepatitis entre los HSH en los estudios de población para justificar sus prohibiciones contra los HSH.
En los primeros años de la epidemia del sida, no había pruebas fiables para detectar el virus, por lo que las prohibiciones absolutas a las donaciones de sangre de aquellos grupos con un riesgo alto de tener o de contraer VIH, incluyendo HSH, estaban justificadas. Estas restricciones son similares a las restricciones que hay hoy en día en muchos países a las personas que vivían en el Reino Unido durante la epidemia de la EEB ("enfermedad de las vacas locas") de la década de 1980 y de a principios y mediados de la década de 1990, ya que no existen análisis que permitan detectar su variante humana, la enfermedad de Creutzfeldt-Jakob variante (ECJv).
En 1985, las primeras pruebas que usaban el método ELISA buscaban anticuerpos, es decir, la respuesta del sistema inmunológico al virus. Sin embargo, cuando se usa este método hay un periodo de ventana durante el cual una persona que está infectada de VIH es capaz de propagar la enfermedad a pesar de dar negativo en la prueba del virus. Este periodo de ventana puede durar hasta de tres a seis meses, con una media de 22 días. Todavía se usan análisis basados en métodos ELISA en países desarrollados debido a ser altamente sensibles. En países en desarrollo, estos análisis son a menudo el único método disponible para detectar el VIH en la sangre donada. Para hacer frente al periodo de ventana inherente al uso de estos análisis, se evalúa también si los donantes tienen comportamientos de alto riesgo, uno de los cuales es un historial de actividad sexual con parejas del mismo sexo, entre los donantes potenciales que sean hombres. Entre otros grupos con restricciones similares se encuentran los trabajadores sexuales, los consumidores de drogas por inyección y la gente que vive en países con una prevalencia de VIH elevada (como los del África subsahariana). Hay pruebas más modernas que buscan el virus directamente, como la prueba del antígeno p24, que busca una parte de la superficie del virus, y las pruebas de amplificación de ácidos nucleicos (NAT), que buscan el material genético del virus. Con estos análisis, el periodo de ventana es más corto, de una duración media de 12 días. Las pruebas combinadas de cuarta generación de VIH son concluyentes tras 3 meses, y las pruebas de hepatitis B son concluyentes tras 6 meses.
También hay riesgos asociados con los donantes que no son HSH y que dan positivo en la prueba del VIH, lo que puede tener consecuencias muy importantes, ya que la última donación del donante podría haberse producido dentro del periodo de ventana de las pruebas y podría haber entrado en el suministro de sangre, con la posibilidad de infectar a los que reciben los hemoderivados. En Nueva Zelanda en 2003 ocurrió un incidente en el que un donante que no es HSH dio positivo en la prueba de VIH y como consecuencia hubo que retirar todos los hemoderivados hechos con la última donación de sangre del donante, incluyendo 4 millones de dólares neozelandeses en factor VIII, un factor de coagulación de la sangre que se usa para tratar hemofílicos, y que se fabrica a partir de grandes cantidades de plasma donado, y causó después escasez a nivel nacional del factor VIII y la postergación de cirugías no urgentes a los pacientes de hemofilia, costándole al sector de la salud millones de dólares más. La frecuencia potencial y el impacto de estos incidentes se puede reducir al excluir a aquellos que tengan un alto riesgo de estar expuestos a enfermedades transmitidas a través de la sangre, incluidos los HSH.

## Críticas hacia las restricciones
En general los que se oponen a las restricciones, incluyendo la Asociación Médica Estadounidense y la Cruz Roja estadounidense, se basan en la idea de que las mejoras en análisis y otras protecciones han reducido el riesgo de transmitir el VIH por transfusión a un nivel aceptable. Es frecuente que haya escasez de sangre, y los que defienden el cambio de las políticas indican que al excluir a donantes sanos solo se empeora el problema. Las reservas "ideales" deben ser al menos de un suministro para tres días, pero a muchos centros sanguíneos les cuesta cumplir esta exigencia.[cita requerida]
Los que poponen cambios más grandes se basan en el hecho de que la prohibición es una prohibición total que incluye a todos los hombres que han tenido sexo con otro hombre, con o sin protección, e incluso si se muestra de forma indiscutible que el estado serológico de VIH de las parejas de estos hombres es negativo. Los que defienden el cambio señalan que un hombre heterosexual promiscuo es un donante de mayor riesgo que un gay o bisexual en una relación monógama, pero aun así a menudo se le permitirá donar sangre. Es más, hay otras actividades de alto riesgo, como tener contacto sexual con una persona que haya usado agujas para tomar drogas o medicamentos que no hayan sido recetados por su médico, que tienen un periodo de postergación fijo antes de que el donante pueda donar sangre, mientras que en algunos países los donantes HSH tienen postergaciones indefinidas. Las mujeres donantes que han tenido contacto sexual con HSH reciben a veces una postergación temporal.[cita requerida]
Tras un tiroteo masivo contra una discoteca gay en junio de 2016, hubo muestras de frustración y de desacuerdo por gais y bisexuales, a quienes se les prohibió donar sangre a las víctimas, y muchos activistas LGBT en todo el país y un grupo de legisladores demócratas instaron a que se eliminase la prohibición. La FDA dijo más tarde que no tenía planes para cambiar esta regulación y que evaluará sus políticas "cuando se publique nueva información científica".

## Activismo a favor de la reforma de las políticas hacia los donantes HSH

### Activismo estudiantil y docente en los campus
En Canadá
- La asociación de alumnos de la Universidad de Carleton en Ottawa, Ontario votó en 2012 a favor de mantener la prohibición en las clínicas sanguíneas del campus.[146]

En los Estados Unidos
- En el 2005, un activista estudiantil en la Universidad de Vermont (UVM) presentó una queja ante la Oficina de Equiparación de Derechos de la universidad, alegando que las campañas de donación de sangre de la Cruz Roja estadounidense en el campus infringían la política de discriminación de la UVM.  La oficina propuso que no se permitiese a la Cruz Roja realizar campañas de donación en el campus, pero la administración de la UVM rechazó la propuesta, afirmando que no beneficiaría a la salud pública. Tras esto, continuó el activismo estudiantil y LGBT en UVM.[147] En el 2007, la Asociación de Gobierno Estudiantil en UVM votó en contra, por 16 votos en contra y 15 a favor, de una resolución no vinculante en la que se le pedía a la universidad que prohibiese las campañas de donación de sangre debido a la política.[148]
- En el 2007, un grupo de hermandades de la Universidad Estatal de Iowa retiró su apoyo a una campaña de donación, lo que causó polémica.[149]
- En el 2008, el presidente de la Universidad Estatal de San José Don Kassing suspendió todas las campañas de donación en el campus debido a que la política HSH for donantes de sangre infringía la política de no discriminación de la universidad.[150][151]
- En el 2008, un miembro del cuerpo docente en la Universidad Estatal de Sonoma presentó una resolución en el claustro de profesores para prohibir las campañas de donación en el campus,[152] El claustro de profesores aprobó la resolución, con 21 votos a favor y 13 en contra, en oposición al claustro de estudiantes, que aprobó una resolución a principios de mes en la que se señalaba la discriminación, pero expresando su apoyo a las campañas mensuales de donación debido a su importancia.[153][154]
- En el 2010, un grupo estudiantil GLBT del Colegio Estatal de Keene protestó en contra de las campañas de donación en su campus.[155]
- En el 2011, el claustro de profesores del Queens College, Universidad de la Ciudad de Nueva York recomendó que se detuvieran todas las campañas de donación en el campus.[156][157]
- En el 2013, un grupo de estudiantes de la Universidad de Míchigan a favor de una política de donación de los HSH más relajada comenzaron una iniciativa "“Bleeding for Equality" (Sangrando por la Igualdad) en la cual los individuos que no son aptos para donar debido a la política llevaron a donar a individuos aptos en su lugar, con el fin de fomentar la donación de sangre y, al mismo tiempo, demostrar la cantidad de sangre adicional que se podría recoger si se cambiase la política.[158][159] El Michigan Daily, el periódico estudiantil de la Universidad de Míchigan, editorializó a favor de una política de donación de sangre de los HSH más relajada.[160]
- El 27 de julio de 2016, tras la tragedia en Orlando del 12 de junio de 2016, Blood is Blood (Sangre es Sangre) organizó una campaña de donación el 27 de julio desde las 12 p.m. hasta las 6 p.m. en la sede central de la división del oeste de Nueva York de la Cruz Roja estadounidense, situada en Búfalo.  Jordan Moll-Vigrass, fundador de Blood is Blood, y Matthew Crehan Higgins, Director Ejecutivo del Pride Center of WNY hablaron durante la campaña para concienciar sobre la existencia de políticas arcaicas que impiden que muchos gais puedan donar sangre.

En el Reino Unido
- La Campaña de la Unión Nacional de Estudiantes LGBT lleva a cabo una campaña de "Donation Not Discrimination" (Donación, no Discriminación) para cambiar la prohibición de donar sangre, al mismo tiempo que promueve la donación continua por parte de aquellos que no tienen prohibido donar.

### Otros países
En el año 2015, el escritor y poeta galés RJ Arkhipov exhibió una serie de poemas, en los que usó como tinta su propia sangre, como protesta a las restricciones a los donantes de sangre que son HSH. En su poema Inkwell ("tintero") habla de la vergüenza y del estigma que rodea a la "sangre gay". Se trata de un poema alfabético, y cada línea de cada uno de los cinco cuartetos de Inkwell empieza con una de las letras de cada uno de los grupos sanguíneos, alternando entre A, B, AB y O.

### Procesos judiciales
En el año 2018, el Tribunal Europeo de Derechos Humanos se ocupó de un caso de un ciudadano francés al que se le impidió donar sangre.